# Аутоэротическая смерть
Аутоэротическая смерть — смерть, вызванная необычной или рискованной сексуальной практикой в одиночку, например самоистязанием или аутоэротической асфиксией. Аутоэротическая смерть включает в себя много экзотических видов. Наиболее распространёнными причинами смерти у жертв аутоэротизма являются удушение и постуральная асфиксия — от фатальной нехватки кислорода, возникающей, когда человек душит себя или сжимает себе горло во время мастурбации.  Но аутоэротическая смерть также может быть следствием многих других действий, например шока от электрического разряда, сепсиса после протыкания кишечника, раздавливания или насаживания на кол.
Число аутоэротических смертей точно не известно.
В некоторых случаях признаки аутоэротической смерти своевременно не распознают и путают её с самоубийством.